# Nina Reithmeier
Nina Reithmeier (* 20. Juni 1981 in Kempten (Allgäu)) ist eine deutsche Schauspielerin, Sängerin, Hörbuchsprecherin und Hörspielsprecherin.

## Leben
Noch vor dem Schauspielstudium drehte Reithmeier von 2003 bis 2005 die ProSieben-Dokuserie Abschlussklasse 2003, in der sie über 250 Folgen lang die Hauptrolle der Filmerin Jutta Mahler spielte. Aufgrund des großen Erfolgs der Serie wurde diese in weiteren Staffeln mit den Namen Freunde – das Leben beginnt und Freunde – das Leben geht weiter fortgeführt. 2005 verließ sie die Serie, um an der Schauspielschule Charlottenburg in Berlin zu studieren.
Nach ihrem Abschluss 2008 folgte ein Engagement an der Neuköllner Oper in Berlin.
Von 2009 bis 2020 war Reithmeier Ensemblemitglied des Berliner Grips-Theaters. Sie war dort u. a. als Maria in der weltbekannten Urinszenierung der Linie 1 von Volker Ludwig zu sehen, als Alex Bülens in der mit dem „Faust“ preisgekrönten Inszenierung Über Jungs (Regie: Mina Salehpour) und als Katja Grabowski in der ebenfalls ausgezeichneten Inszenierung Frau Müller muss weg (Regie: Sönke Wortmann).
Reithmeier ist Sängerin der Band Die fabelhaften Millibilles, die Kindermusik-Hits aus dem Grips-Theater neu interpretieren. 2017 erschien das Album Auf Weltreise mit den Millibillies – Die Lieder bei Grips-Records. Die Band tritt auch außerhalb des Theaters auf, u. a. beim radioeins Parkfest im Park am Gleisdreieck.
Seit 2020 ist sie weiterhin als Gast am Grips-Theater zu sehen, arbeitet aber seitdem vor allem als Sprecherin für Hörbücher und Hörspiele.
2019 wirkte sie an der Dokumentation Vom Buch zum Hörbuch des Youtube-Kanals Die Media-Paten mit.
Sie engagiert sich ehrenamtlich für Flüchtlinge.

## Filmografie (Auswahl)
- 2003–2005: Die Abschlussklasse (Fernsehserie)
- 2003–2004: Freunde – Das Leben beginnt (Fernsehserie)
- 2004–2005: Freunde – Das Leben geht weiter (Fernsehserie)
- 2006: Rosa Roth – Der Tag wird kommen (Fernsehfilm)
- 2010: Atme
- 2011: Ein Fall von Liebe – Saubermänner (Fernsehfilm)
- 2013: The Meaning of Mr. Watson (Kurzfilm)
- 2014: Roughtown (Kurzfilm)
- 2014: Irre sind männlich
- 2018: Colour Catcher (Werbefilm)
- 2018: Schwestern (AT)
- 2020: Ebay „Autoteile finden & feiern“ (Werbespot)
- 2020: Penta-Bank (Werbespot)
- 2022: So what?! Somat (Werbespot)

## Theater (Auswahl)
- 2007: Don Gil mit den grünen Hosen (Studiotheater Charlottenburg)
- 2008: Der Impresario von Smyrna (Freilichtbühne Zitadelle Spandau)
- 2009: Türkisch für Liebhaber (Neuköllner Oper)
- 2009: Max und Milli (Grips-Theater)
- 2009: Linie 1 (Grips-Theater)
- 2009: Linie 2 – Der Alptraum (Grips-Theater)
- 2009: Rosinen im Kopf (Grips-Theater)
- 2010: Krach im Bällebad (Grips-Theater)
- 2010: Stress – Der Rest ist Leben (Grips-Theater)
- 2011: Julius und die Geister (Grips-Theater)
- 2011: Ab heute heißt du Sara (Grips-Theater)
- 2011: Schöner Wohnen (Grips-Theater)
- 2012: Frau Müller muss weg (Grips-Theater)
- 2012: Über Jungs (Grips-Theater)
- 2012: Die fabelhaften Millibillies (Grips-Theater)
- 2013: Kebab Connection (Grips-Theater)
- 2013: Durst (Grips-Theater)
- 2014: Supergute Tage (Grips-Theater)
- 2014: Der Gast ist Gott (Grips-Theater)
- 2014: Schnubbel (Grips-Theater)
- 2016: Auf Weltreise mit den Millibillies (Grips-Theater)
- 2016: Pünktchen trifft Anton (Grips-Theater)
- 2017: Laura war hier (Grips-Theater)
- 2018: Anton macht’s klar (Grips-Theater)
- 2018: Dschabber (Grips-Theater)
- 2019: Ankommen is WLAN (Grips-Theater)

## Ehrungen und Auszeichnungen
- 1995: 1. Preis bei Jugend musiziert (klassischer Gesang, solo)
- 1997: 1. Preis bei Jugend musiziert (Klavier, im Duo mit Saxophon)
- 2012: Publikumspreis der „Woche junger Schauspieler“ in Bensheim – Frau Müller muss weg (Regie: Sönke Wortmann)
- 2013: Neue Diven 2013 (Theaterkritikerpreis der Zitty) – eine der zehn „aufregendsten, jungen Schauspielerinnen Berlins“[3]
- 2019: Ikarus Preis für „Dschabber“ für die beste Jugendinszenierung (Jugendjury)

## Hörbücher (Auswahl)
- 2011: Elfenseele – Zwischen den Nebeln von Michelle Harrison und Martin Baresch (Der Audio Verlag)
- 2013: Katzenberge von Sabrina Janesch (Deutsche Grammophon)
- 2013: Ambra von Sabrina Janesch (Deutsche Grammophon)
- 2015: Eine Liebe zwischen Unendlichkeit und Tod (Verwandte Seelen 1) von Nica Stevens, ISBN 978-3-945703-55-7
- 2015: Das Schicksal des Halbbluts (Verwandte Seelen 2) von Nica Stevens, ISBN 978-3-945703-55-7
- 2016: Die Schatten der Erinnerung (Verwandte Seelen 3) von Nica Stevens, ISBN 978-3-945703-55-7
- 2017: Hüter der fünf Leben von Nica Stevens, ISBN 978-3-945703-59-5
- 2017: Verbundene Seelen – Jenna & Drystan von Nica Stevens, ISBN 978-3-945703-61-8
- 2017: Das Flüstern der Zeit (Die Zeitlos-Trilogie 1) von Sandra Regnier (Audible)
- 2018: Die Wellen der Zeit (Die Zeitlos-Trilogie 2) von Sandra Regnier (Audible)
- 2018: Die Flammen der Zeit (Die Zeitlos-Trilogie 3) von Sandra Regnier (Audible)
- 2018: Morgen wirst du bleiben von Nica Stevens (XPUB)
- 2019: Das Herz der Zeit (1) – Die unsichtbare Stadt von Monika Peetz (Hörbuch Hamburg)
- 2019: Das Herz der Zeit (2) – Die Nacht der Eulen von Monika Peetz (Hörbuch Hamburg)
- 2019: Splitterfasernackt von Lilly Lindner (Audible)
- 2019: Verbundene Seelen – Blutsbande von Nica Stevens (XPUB)
- 2020: Midnightsong von Nica Stevens (XPUB)
- 2020: Land in Sicht von Ilona Hartmann (Aufbau Verlag)
- 2021: The School for Good and Evil - Es kann nur eine geben von Soman Chainani (Hörbuch-Download, der Hörverlag)
- 2021: Lucy Foley: Sommernacht, der Hörverlag, ISBN 978-3-8445-4095-6 (unter anderem gemeinsam mit Tanja Fornaro, Björn Schalla & Steffen Groth)
- 2021: Anna Fleck: Meeresglühen - Geheimnis in der Tiefe, Argon Verlag, ISBN 978-3-7324-5657-4 (Band 1)
- 2021: Anna Fleck: Meeresglühen - Wiedersehen in Atlantis, Argon Verlag, ISBN 978-3-7324-5658-1 (Band 2)
- 2022: Lynette Noni: Die Schattenheilerin (Prison Healer 1), Hörbuch Hamburg, ISBN 978-3-8449-2960-7
- 2022: Janni Kusmagk Peer Kusmagk: Der Ruf deines Herzens, Audiobuch Verlag
- 2022: Berit Glanz: Automaton, MPV
- 2022: Anna Fleck: Meeresglühen - Für immer versunken, Argon Verlag, ISBN 978-3-7324-5689-5 (Band 3)
- 2022: Claire Douglas: Schönes Mädchen - Alle Lügen führen zu dir, der Hörverlag, ISBN 978-3-8445-4621-7 (u. a. gemeinsam mit Marylu Poolman, Nina West, Hedi Honert)
- 2022: Jens Liljestrand: Der Anfang Von Morgen, Argon Verlag, ISBN 978-3-7324-0527-5 (gemeinsam mit Hannes Jaenicke, Lavinia Wilson, Gerrit Schmidt-Foß)
- 2022: Alex Aster: Lightlark, Hörbuch Hamburg, ISBN 978-3-8449-3259-1 (Hörbuch-Download, Band 1)
- 2023: Kristen Perrin: Die Geschichtenwandler - Magische Tinte, Sauerländer audio, ISBN 978-3-8398-4417-5 (Band 1)
- 2023: Kristen Perrin: Die Geschichtenwandler - Steinerne Drachen, Sauerländer audio, ISBN 978-3-8398-4424-3 (Band 2)
- 2023: Anna Fleck: Froststerne - Erinnere dich!, Argon Verlag, ISBN 978-3-7324-0808-5 (Band 1)
- 2023: Bea Fitzgerald: Girl, Goddess, Queen - Mein Name ist Persephone, der Hörverlag, ISBN 978-3-8445-4952-2 (Hörbuch-Download, Girl, Goddess, Queen Band 1)
- 2024: Alex Aster: Nightbane, Hörbuch Hamburg, ISBN 978-3-8449-3260-7 (Hörbuch-Download, Lightlark-Roman 2)
- 2025: A. K. Mulford: The Witches Blade, Hörbuch Hamburg, ISBN 978-3-8449-4037-4 (Five Crowns of Okrith 2)

## Hörspiele (Auswahl)
- 2009–2010: No Jungs – Zutritt nur für Hexen! (5 Folgen), Der Audio Verlag (Rolle: Tinka)
- 2020: Verwandte Seelen 1, eine Liebe zwischen Unendlichkeit und Tod von Nica Stevens, Audible (Rolle: Samantha und Erzählerin)